# 巴拿馬短棘白鯧
巴拿馬短棘白鯧為輻鰭魚綱鱸形目刺尾魚亞目白鯧科的其中一種，分布於東太平洋區，從加利福尼亞灣至秘魯海域，棲息深度10-75公尺，體長可達30公分，棲息在珊瑚礁及礁石區，屬肉食性，以底棲性無脊椎動物為食。